# Quintus Tinneius Rufus
Quintus Tinneius Rufus est un gouverneur romain de Judée au IIe siècle (de 130 à 134 apr. J.-C.). Responsable de la déjudaïsation de Jérusalem, il est connu dans la tradition juive sous le nom de Tyrannus (ou Turnus) Rufus (hébreu : טרנוסרופוס), adversaire théologique (souvent tourné en ridicule) de Rabbi Akiva.

## Éléments biographiques
Quintus Tinneius Rufus naît dans une famille patricienne. Il est gouverneur de Thrace de 124 à 126, consul suffectus de mai à octobre 127 puis legatus Augusti propraetore en provincia Iudea. Son nom apparaît dans plusieurs inscriptions dont l'une est en rapport avec une statue d'Hadrien retrouvée à Césarée et indique qu'il fut le responsable chargé par l'empereur de transformer la ville de Jérusalem, en cendres depuis la fin de la Grande révolte juive, en une colonie nommée Ælia Capitolina.
Cette mesure impériale provoque un soulèvement populaire parmi les Juifs de Judée, ralliés derrière le drapeau de Shimon Bar Kokhba. Celui-ci se proclame, après avoir accumulé quelques succès militaires dus à une tactique de guerilla et une excellente connaissance du terrain, dirigeant de l'état judéen indépendant. Bien que bénéficiant du soutien du légat de Syrie, Publius Marcellus, et de la legio III Gallica, Rufus, commandant la legio X Fretensis ne parvient pas à enrayer l'avancée des rebelles, même après l'arrivée de la legio II Traiana Fortis et de la legio VI Ferrata en renfort.
Cependant, et bien que l'arrivée en Judée de son successeur Sextus Julius Severus en 133 ait été interprétée comme une marque d'insuccès face à la révolte de Bar Kokhba, certains pensent que Rufus avait au contraire préparé l'armée romaine à se mesurer aux insurgés de façon satisfaisante. Le fait qu'il soit accusé, tant par les sources juives que chrétiennes, d'avoir détruit le Temple alors que, d'une part, celui-ci était en ruines depuis 70 et que, d'autre part, Jérusalem ait été aux mains de Bar Kokhba entre 132 et 135, montrent au contraire un chef militaire menant une répression efficace et sanglante. Eusèbe l'accuse en effet de massacres de masses et de brûler les terres.
Rufus est demeuré en Judée après le début de la révolte et n'en est rappelé qu'en 134. Son fils, Quintus Tinneius Sacerdos Clemens, sera aussi consul en 158 et sa descendance connaîtra une brillante carrière sénatoriale.

## Rufus dans les sources juives
« Turnus » ou, plus probablement, « Tyrannus », Rufus est rendu responsable par les Talmuds des décrets les plus cruels édictés par Hadrien comme le pillage du Temple, le labour de Jérusalem, l'interdiction d'enterrer les morts de la forteresse de Betar et la poursuite sans merci des rabbins. C'est vraisemblablement à lui que la tradition juive fait allusion lorsqu'elle parle de Hadrien, le gouverneur local étant à ses yeux bien davantage responsable des actes anti-juifs que l'empereur dans son palais romain.
C'est aussi dans ce contexte qu'il faut situer les échanges (probablement légendaires) de Rufus avec Rabbi Akiva, le plus grand Sage de son temps et soutien éminent de Bar Kokhba. Rufus est le représentant de la vision romaine conquérante, convaincue du déterminisme céleste des choses et se gaussant des prescriptions du chabbat, de la circoncision, de la tsedaqa (dons d'argent dans un but de justice sociale) ; il est invariablement rabroué par Rabbi Akiva qui, selon la vision juive, enseigne que les actes de l'homme permettent d'améliorer le monde et l'homme qui les réalise. La femme même de Rufus, Rufina, après avoir tenté de ridiculiser le Sage, est charmée par sa sagesse, se convertit et finit par l'épouser.
Rabbi Akiva ayant été fait prisonnier pour avoir enseigné la Torah en public au mépris de l'interdit impérial, Rufus ordonne qu'il soit mis à mort par des peignes de fer ; cependant, même à ce moment, le Sage d'Israël triomphe de lui en récitant le Shema Israël, enseignant à ses disciples que cela lui a permis de comprendre ce que signifie « tu aimeras Dieu de toute ton âme » (le mot nefesh, traduit par âme, signifie aussi « vie »).

## Sources
- (nl) Cet article est partiellement ou en totalité issu de l’article de Wikipédia en néerlandais intitulé « Quintus Tineius Rufus » (voir la liste des auteurs).

- (he) Cet article est partiellement ou en totalité issu de l’article de Wikipédia en hébreu intitulé « קווינטוס טיניאוס רופוס » (voir la liste des auteurs).
- Cet article contient des extraits de l'article « Rufus, Tineius » par Isidore Singer & Samuel Krauss de la Jewish Encyclopedia de 1901–1906 dont le contenu se trouve dans le domaine public.